# Nosso Ninho
Nosso Ninho é o quinto álbum de estúdio do grupo de pagode Negritude Júnior, lançado em 1996 pela gravadora EMI. As faixas de destaque do álbum foram "Coração Cigano",  "Ao Som do Roberto", "Tanajura" e "Tic, Tic Tac". O álbum recebeu da ABPD a certificação de disco de platina duplo .

## Faixas
| N.º            | Título                                           | Compositor(es)                                                  | Duração |  |
| 1.             | "Coração Cigano"                                 | Chico Roque / Paulo Sérgio Valle                                | 4:36    |  |
| 2.             | "Tanajura / Citação Musical: I Dream of Jeannie" | Netinho de Paula / Charlles André; Hugo Montenegro / Buddy Kaye | 3:31    |  |
| 3.             | "Naqueles Dias"                                  | Altay Veloso                                                    | 3:43    |  |
| 4.             | "Só Há Nós Dois"                                 | Altay Veloso / Dom Marcos Maguila                               | 4:04    |  |
| 5.             | "Você Faz Falta"                                 | Augusto César / Paulo Sérgio Valle                              | 4:20    |  |
| 6.             | "Sr. Presidente / Citação Musical: O Guarani"    | Netinho de Paula / Wagninho; Carlos Gomes                       | 2:41    |  |
| 7.             | "Tic, Tic Tac"                                   | Braulino Lima                                                   | 3:37    |  |
| 8.             | "Ao Som Do Roberto"                              | Lula Barbosa / Álvaro Gomes                                     | 4:06    |  |
| 9.             | "Professora"                                     | Netinho de Paula / Wagninho                                     | 3:53    |  |
| 10.            | "Tô Noutra"                                      | Cecílio Nena / Lalo Prado                                       | 2:56    |  |
| 11.            | "Deusa Do Amor"                                  | Netinho de Paula                                                | 3:28    |  |
| 12.            | "Descendo A Ladeira"                             | Netinho de Paula / Wagninho                                     | 3:34    |  |
| 13.            | "Nosso Ninho"                                    | Lino Izaguirre / Luis Menino / Wagninho                         | 3:55    |  |
| 14.            | "Não Dá Pra Negar Negritude"                     | Arlindo Cruz / Aloísio Machado / Acyr Marques                   | 3:57    |  |
| 15.            | "Reza Pra São Pedro"                             | Mito / Edu                                                      | 3:18    |  |
| 16.            | "Na Luz Desse Natal"                             | Netinho de Paula / Charlles André / Wagninho                    | 3:53    |  |
| Duração total: | Duração total:                                   | Duração total:                                                  | 59:31   |  |